# Kolpochoerus
A Kolpochoerus az emlősök (Mammalia) osztályának párosujjú patások (Artiodactyla) rendjébe, ezen belül a disznófélék (Suidae) családjába és a Suinae alcsaládjába tartozó fosszilis nem.

## Rendszerezés
A nembe az alábbi 10 faj tartozik:
- †Kolpochoerus afarensis – Kelet-Afrika (pliocén)
- †Kolpochoerus cookei – Etiópia (késő pliocén)
- †Kolpochoerus deheinzelini – Csád, Etiópia (kora pliocén)
- †Kolpochoerus heseloni – Kelet-Afrika (pliocén – pleisztocén) [szinonimája: Kolpochoerus limnetes]
- †Kolpochoerus majus – Kelet-Afrika (pleisztocén)
- †Kolpochoerus millensis – Etiópia (pliocén)
- †Kolpochoerus olduvaiensis – Kelet-Afrika (pleisztocén)
- †Kolpochoerus paiceae – Dél-Afrika (pleisztocén)
- †Kolpochoerus phacochoeroides – Marokkó (késő pliocén)
- †Kolpochoerus phillipi – Etiópia (pliocén – pleisztocén)

## Fordítás
- Ez a szócikk részben vagy egészben  a   Kolpochoerus című angol Wikipédia-szócikk ezen változatának fordításán alapul.  Az eredeti cikk szerkesztőit annak laptörténete sorolja fel. Ez a jelzés csupán a megfogalmazás eredetét és a szerzői jogokat jelzi, nem szolgál a cikkben szereplő információk forrásmegjelöléseként.
- Ez a szócikk részben vagy egészben  a   Kolpochoerus című spanyol Wikipédia-szócikk ezen változatának fordításán alapul.  Az eredeti cikk szerkesztőit annak laptörténete sorolja fel. Ez a jelzés csupán a megfogalmazás eredetét és a szerzői jogokat jelzi, nem szolgál a cikkben szereplő információk forrásmegjelöléseként.